# Фронт за победа
Фронтът за победа (на испански: Frente para la Victoria) е лявоцентристка киршнеристка политическа коалиция в Аржентина.
Тя е създадена през 2003 година по време на кандидатпрезидентската кампания на Нестор Киршнер и включва киршнеристкото крило на Хустисиалистката партия и няколко по-малки организации: Голям фронт, Аржентинска комунистическа партия (извънреден конгрес), Хуманистка партия и фракцията на Радикалния граждански съюз Радикали К. Фронтът за победа управлява от 2003 до 2015 година с мандатите на Нестор Киршнер и неговата съпруга Кристина Фернандес де Киршнер.
Коалицията губи президентските избори през 2015 година, но остава първа сила в парламента със 119 от 257 места в Камарата на депутатите и 32 от 72 места в Сената.